# Хорасан-Резави
Хораса́н-Резави́ (перс. خراسان رضوی‎ / Xorāsān-e Razavi) — один из останов (провинций) Исламской Республики Иран, расположенный в северо-восточной части страны. Административный центр — город Мешхед — второй по величине и численности населения город Ирана.

## Расположение и география
Остан Хорасан-Резави расположен в северо-восточной части Ирана. С северной и северо-восточной стороны граничит с Туркменистаном, с северо-западной стороны с останом Северный Хорасан, с запада с останом Семнан, с юга с останом Южный Хорасан, с восточной стороны с Афганистаном. Площадь остана Хорасан-Резави составляет 118,884 км² и с этим показателем он занимает 6-е место среди 31 остана Ирана.

## Административно-территориальное устройство
Остан Хорасан-Резави делится на 28 шахрестанов (областей).
1. Баджестан
2. Бардаскан
3. Бахарз (Бахарз)
4. Гондабад
5. Даварзан
6. Даргаз
7. Джовин
8. Джогатай
9. Заве
10. Калат
11. Кашмер
12. Кучан
13. Мехвелат
14. Мешхед
15. Нишапур
16. Раштхвар
17. Себзевар
18. Серахс
19. Тайбад
20. Торбете Джам
21. Торбете Хейдерие
22. Торкабе и Шандиз
23. Фариман
24. Фирузе
25. Халилабад
26. Хваф
27. Хошаб
28. Ченаран

## Хозяйство и экономика

### Транспорт
Хорасан-Резави — одна из трёх провинций, которые были созданы после разделения Хорасана в 2004. Площадь — 144 681 км², население — 5 593 079 человек (2006). Большая часть — персы, а также туркмены, курды, тюркские кочевые племена афшары, белуджи, арабы и пуштуны.

## Экономика
Основные отрасли экономики — сельское хозяйство (пшеница, ячмень, хлопок, шафран, виноград, сахарная свекла, рапс, помидоры), пищевая, кожевенная, текстильная, обувная, автомобильная, электротехническая, металлургическая, нефтехимическая, керамическая промышленность, энергетика, производство стройматериалов, автокомплектующих и кремния, туризм и паломничество, транспорт, торговля, добыча нефти, газа, бирюзы, медной руды, золота и каменной соли.
В городе Мешхед базируются оператор железнодорожных перевозок «Мешхед Урбан Рейлвэй Корп», авиакомпания «Табан Эйр»; среди крупнейших предприятий — торговые центры «Прома Хипермаркет», «Киан Сентр» и «Альмас-э-Шаргх». В городе Нишапур расположен металлургический комбинат «Хорасан Стил». В городе Серахс расположены Свободная экономическая зона и крупная ТЭС «Шамс». В городе Биналуд расположен автомобильный завод «Иран Ходро». В городе Кавиян расположен трубный завод «Сафатус». В городе Торбете Джам расположен цементный завод «Симане Гарбе Асйа». В городе Догарун расположена Особая экономическая зона.

## Туризм
В провинции много исторических и природных (минеральные источники, маленькие озёра, заповедники) памятников. Развит пеший туризм. В трёх провинциях Хорасана (Хорасан Резави, Северный Хорасан и Южный Хорасан) насчитывается 1179 мест исторического и культурного значения.

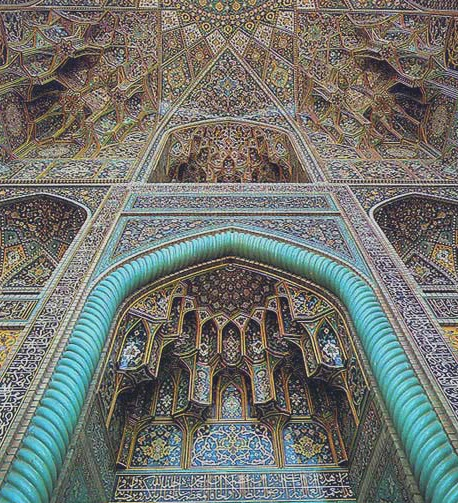
Мечеть Гохаршад, построенная в 1418.
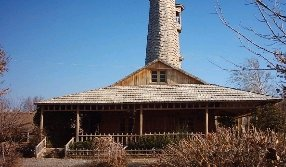
Деревянная мечеть в Нишапуре.
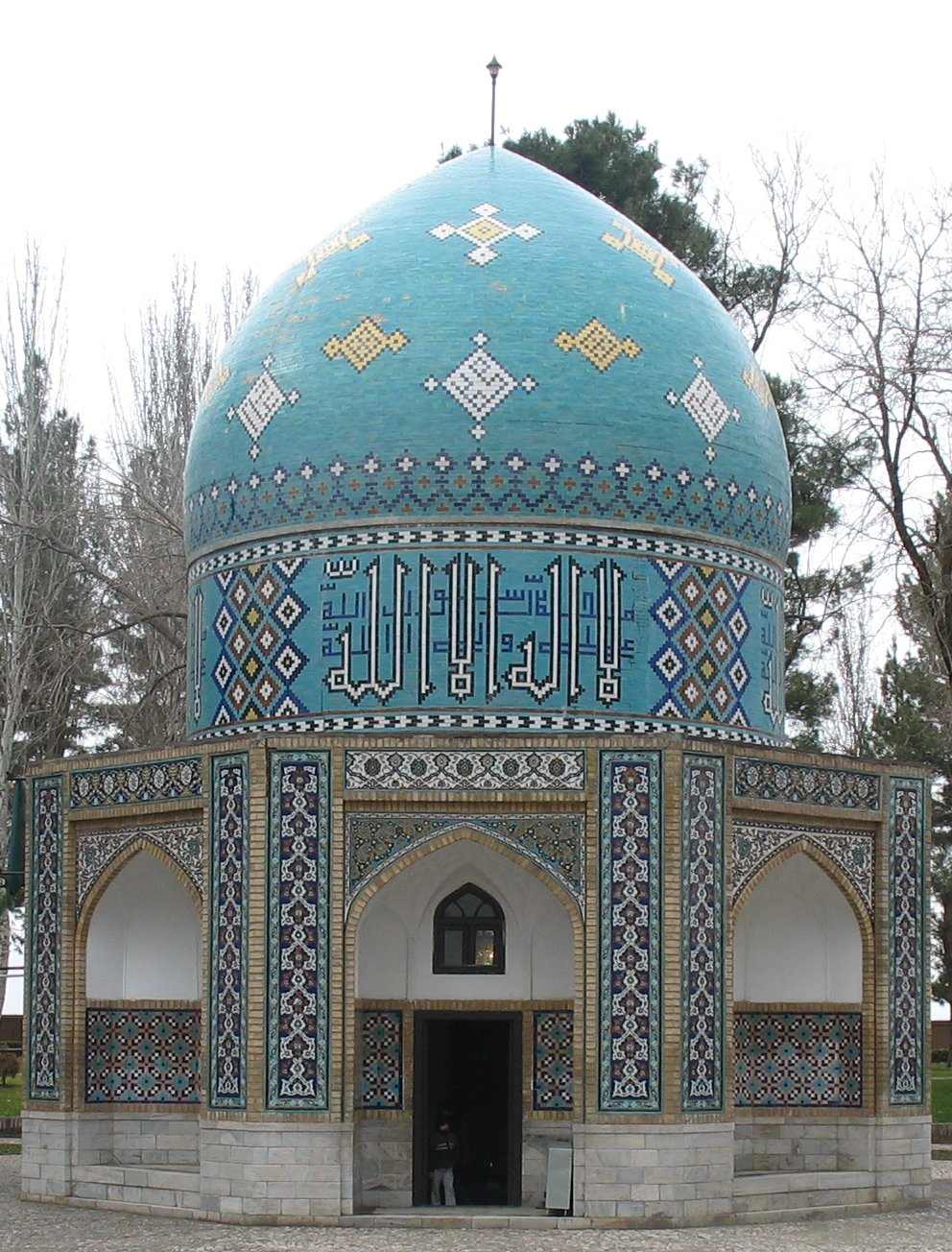
Мавзолей Аттара в Нишапуре.

Мавзолей Омара Хайяма в Нишапуре, провинция Хорасан-Резави

## Достопримечательности
В городе Мешхед расположены мавзолей имама Резы, мечети Гохаршад и Молла Хейдар, армянская церковь Святого Месропа, гробница Надир-шаха Афшара, Шахские бани эпохи Сефевидов, в окрестностях — гробницы учеников имама Хаджи Морада, Хаджи Раби и Хаджи Абасальта. В городе Нишапур расположены мавзолеи Аттара и Махрук, гробницы Омара Хайяма и Камаль-оль Молька, деревянная мечеть, зороастрийское святилище Мазаре-Шахмир, руины дворцов и богатых домов столицы Тахиридов и Сельджукидов, в окрестностях — руины древнего поселения на холме Кохандеж и красивый водопад в деревне Ахламад.
В городе Себзевар расположены Пятничная мечеть, древний мост Фарзи, руины столицы Сербедаров и зороастрийского храма Азар-Барзин. В городе Тус расположены руины древней Сусии и крепости Арг-э Тус эпохи Сасанидов, мавзолеи Фирдоуси и Харунийе, в окрестностях — башня Аханган. В городе Зозан расположены старинный исторический центр с традиционной архитектурой и руины древнего поселения. В городе Гонабад сохранилась древняя подземная гидротехническая система «кяриз», включенная во всемирное наследие ЮНЕСКО. Возле города Серахс расположены руины древнего караван-сарая Робат-э Шараф и озеро Базанган.